# Gurdev Singh
Gurdev Singh (ur. 12 sierpnia 1933 w Sansarpurze, zm. 8 lutego 2024) – indyjski hokeista na trawie. Złoty medalista olimpijski z Melbourne.
Zawody w 1956 były jego jedynymi igrzyskami olimpijskimi. W turnieju rozegrał 5 spotkań i zdobył 5 goli. Z reprezentacją brał także udział w igrzyskach azjatyckich w 1958 (srebro). W 1967 wyemigrował do Anglii, mieszka w Leeds.